# 53e cérémonie des Filmfare Awards

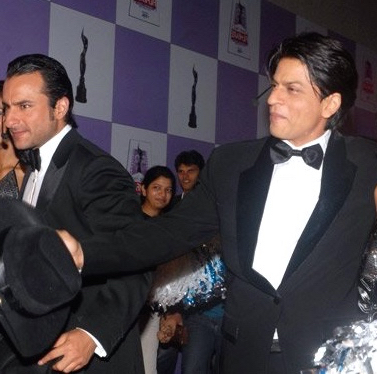
Photographie de Shah Rukh Khan et Saif Ali Khan lors de la cérémonie.

La 53e cérémonie des Filmfare Awards s'est déroulée le 24 février 2008 à Mumbai en Inde.

## Palmarès

### Récompenses populaires
| Catégorie                             | Lauréat |
| ------------------------------------- | --- |
| Meilleur film                         | Taare Zameen Par - réalisé par Aamir Khan - avec Darsheel Safary, Aamir Khan, Tisca Chopra, Vipin Sharma (en)... |
| Meilleur réalisateur                  | Aamir Khan (Taare Zameen Par)                                                                                    |
| Meilleur acteur                       | Shahrukh Khan (Chak De! India)                                                                                   |
| Meilleure actrice                     | Kareena Kapoor (Jab We Met)                                                                                      |
| Meilleur acteur dans un second rôle   | Irrfan Khan (Life In A... Metro)                                                                                 |
| Meilleure actrice dans un second rôle | Konkona Sen Sharma (Life in a... Metro)                                                                          |
| Meilleur espoir masculin              | Ranbir Kapoor (Saawariya)                                                                                        |
| Meilleur espoir féminin               | Deepika Padukone (Om Shanti Om)                                                                                  |
| Meilleur direction musicale           | A.R. Rahman (Guru)                                                                                               |
| Meilleur parolier                     | Prasoon Joshi, pour Maa (Taare Zameen Par)                                                                       |
| Meilleur chanteur de play-back        | Shaan, pour la chanson Jab se tere naina (Saawariya)                                                             |
| Meilleure chanteuse de play-back      | Shreya Ghoshal, pour la chanson Barso Re (Guru)                                                                  |

### Récompenses spéciales
- Filmfare d'honneur pour l'ensemble d'une carrière : Rishi Kapoor
- Nouveau talent musical (récompense « RD Burman ») : Monty Sharma

### Récompenses des critiques
| Catégorie            | Lauréat                            |
| -------------------- | ---------------------------------- |
| Meilleur film        | Chak De! India de Shimit Amin      |
| Meilleur réalisateur | Shimit Amin (Chak De! India)       |
| Meilleur acteur      | Darsheel Safary (Taare Zameen Par) |
| Meilleure actrice    | Tabu (Cheeni Kum)                  |

### Récompenses techniques
| Catégorie                      | Lauréat                                   |
| ------------------------------ | ----------------------------------------- |
| Meilleure histoire             | Amole Gupte (Taare Zameen Par)            |
| Meilleur scénario              | Anurag Basu (Life In A... Metro)          |
| Meilleurs dialogue             | Imtiaz Ali (Jab We Met)                   |
| Meilleure cinematographie      | Sudhip Chatterjee (Chak De! India)        |
| Meilleure direction artistique | Samir Chanda (Guru)                       |
| Meilleure chorégraphie         | Saroj Khan, pour Barso Re Megha Re (Guru) |
| Meilleur son                   | Leslie Fernandes (Johnny Gaddaar)         |
| Meilleur costume               | Sujata Sharma (Gandhi, My Father)         |
| Meilleurs effets spéciaux      | Red Chillies VFX (Om Shanti Om)           |
| Meilleure action               | Rob Miller (Chak De! India)               |
| Meilleure musique              | A.R. Rahman (Guru)                        |
| Meilleur montage               | Amitabh Shukla (Chak De! India)           |